# Phrynarachne huangshanensis
Phrynarachne huangshanensis es una especie de araña cangrejo del género Phrynarachne, familia Thomisidae. Fue descrita científicamente por Li, Chen & Song en 1985.

## Distribución
Esta especie se encuentra en China.

## Tratamiento taxonómico
La especie aparece registrada y publicada en A new species of the genus Phrynarachne (Araneae: Thomisidae). Journal of Anhui Normal University (nat. Sci.) 1985(1): 72–74.